# Ulica Stalowa w Warszawie
Ulica Stalowa – ulica w dzielnicy Praga-Północ w Warszawie Zaczyna się przy zbiegu ulic: 11 Listopada i Inżynierskiej, a kończy przy al. „Solidarności”, przy nasypie kolei obwodowej.

## Historia
Ulicę wytyczono w latach 1865–1867. Była ona jedną z głównych ulic Nowej Pragi i nosiła nazwę Nowopraska, a w latach 80. XIX zaczęto nazywać ją Fabryczną. Obecną nadano jej w 1891. Upamiętnia Warszawską Fabrykę Stali, zbudowaną w latach 1878–1879 między ul. Stalową, Szwedzką i torami kolei Petersburskiej.
Początkowo ulica była zabudowana drewnianymi, parterowymi i jednopiętrowymi budynkami, w których mieszkali głównie robotnicy. Z czasem zaczęto budować murowane kamienice osiągające do 4 pięter.
Na początku XX wieku wzdłuż ulicy przeprowadzono prace brukarskie oraz zbudowano chodniki. Z tamtego okresu zachowały się trzypiętrowe kamienice przy ul. Stalowej nr 34, 36, 50, 52, 54 i 56. Po II wojnie światowej z większości fasad budynków skuto dekoracje.
W 1901 r. powstała przy ulicy końcowa stacja kolejki wąskotorowej, Warszawa Stalowa, łączącej Pragę i Targówek z Markami i Radzyminem. Jednym z założycieli kolejki Mareckiej i jej udziałowcem był Julian Różycki. Pierwszy pociąg wyruszył na nową trasę 4 sierpnia 1901 r., a ostatni przejechał nią 31 sierpnia 1974 r. W miejscu stacji powstał budynek supermarketu (pierwotnie HIT, obecnie Kaufland).
Na przełomie XIX i XX wieku wytyczono odcinek pomiędzy ul. Inżynierską i Konopacką, który wówczas nosił nazwę ul. Nowostalowa. W okresie międzywojennym został on przyłączony do ul. Stalowej.
Przy ulicy tymczasowo działał bazar prowadzony najpierw przez Antoniego Kochańskiego, a następnie tymczasowo przez Pachulskiego i Domańskiego. Andrzej Domański i Władysław Pachulski zakupili działki przy ul. Stalowej 17, 19, 21 (obecnie 37, 39, 41) w celu ich zabudowy kamienicami czynszowymi. W latach 1911–1914 zbudowali tam domy frontowe i oficyny przeznaczone dla robotników, zamierzając kontynuować zabudowę wzdłuż planowanego północnego przedłużenia ulicy Czynszowej. Po wschodniej stronie placu doraźnie pozostawili bazar, który funkcjonował do ok. 1970 r. W parterach kamienic działały sklepy, po których do dziś zachowały się ślady szyldów wymalowanych na ścianach.
Przy ulicy zlokalizowane były też cukiernie i kawiarnie (m.in. Cukiernia Pobudkowskiego nr 35 i Cukiernia Aleksandra Puchalskiego nr 28) oraz główna apteka Nowej Pragi (nr 29), która działała od XIX wieku. Jej właścicielem był Jan Nawrocki, a od 1912 r. Stanisław Mierzejewski. Pod nr 35 znajdowała się wytwórnia wędlin rzeźnika Bolesława Dąbrowskiego. Zakład o takim samym profilu prowadzony był też przez Stanisława Turkowskiego pod numerem 28. 
Modernistyczna kamienica czteropiętrowa, znajdująca się pod nr 47, została wzniesiona ok. 1935 roku przez przemysłowca Stanisława Zwierzchowskiego, właściciela Fabryki Kas Pancernych Stalobetonowych „Stanisław Zwierzchowski i Synowie”.
Około 1910 r. od ul. Konopackiej, przez Stalową do torów kolejowych, ułożono tory tramwajowe. Po odzyskaniu niepodległości przez Polskę zmienili się też mieszkańcy Nowej Pragi – ubyło tu Rosjan zamieszkujących tu z uwagi na bliskość Dworca Terespolskiego i Petersburskiego oraz terenów wojskowych na Nowej Pradze. Po I wojnie światowej pod nr 34 rozpoczęła działalność fabryka „Florange” produkująca perfumy i kosmetyki.
We wrześniu 1939 r. zniszczona została stalownia. Podczas II wojny światowej zabudowa ulicy nie uległa zniszczeniom, dewastacja nastąpiła w okresie powojennym, gdy budynki zasiedlili głównie przypadkowi mieszkańcy. W okresie powojennym ulica zyskała też złą sławę, porównywalną z ulicą Brzeską.
W bramie kamienicy nr 40/42 zachowały się fragmenty mykwy.
Na całej swej długości ulica jest obsadzona robiniami akacjowymi.

## Praska Galeria Sław
W 2017 roku na ulicy odsłonięto Praską Galerię Sław w postaci ośmiu płyt wmurowanych w chodnik z wyrytymi imionami i nazwiskami osób zasłużonych dla Pragi (Ksawerego Konopackiego, Juliana Różyckiego, Stefana Wiecheckiego, Sabiny i Władysława Sebyłów, Heleny Rzeszotarskiej, Antoniny i Jana Żabińskich, Heleny i Szymona Syrkusów oraz Marii i Michała Radziwiłłów.

## W kulturze masowej
Ulica Stalowa „zagrała” ulicę Chłodną w filmie Romana Polańskiego Pianista.

## Warszawska Fabryka Stali
Warszawska Fabryka Stali powstała w latach 1878–1879. Wybudowała ją spółka Lilpop, Rau i Loewenstein z Warszawy, Towarzystwo Urządzeń Górniczych ze Starachowic i firma Rhenische Stahlwerke z Niemiec. Otwarcie nastąpiło 1 kwietnia 1879 r.
Na początku fabryka miała cztery oddziały:
- młotownię,
- walcownię szyn,
- walcownię hydrauliczną,
- bessemerownię.

Młoty (6 parowych, w tym dwa ważące po 13 ton) i walcownie obsługiwało 9 pieców, z czego 8 było gazowych. Surowce do produkcji stali w większości (poza węglem z kopalń węgla kamiennego w guberni piotrkowskiej) pochodziły spoza Imperium Rosyjskiego, np. surówka – z Wielkiej Brytanii, surówka i koks – z Górnego Śląska w Rzeszy Niemieckiej.
W 1879 r. w stalowni zatrudnionych było 896 robotników (w tym 330 obcokrajowców), w 1880 r. – 1037, w 1881 r. – 1881, a w 1882 – ok. 1300. Był to wtedy największy zakład przemysłowy w Warszawie.
Kompleks stalowni składał się z 13 budynków. Produkowano przede wszystkim szyny kolejowe, obręcze i osie wagonowe. W latach 80. XIX wieku była to największa stalownia w Królestwie Polskim. W 1882 zakład dostarczył 87% szyn w Królestwie i 22,1% w Cesarstwie Rosyjskim.
W kolejnych latach wzrost ceł na surówkę i koks zmniejszył opłacalność produkcji. Surówkę zaczęto przywozić z huty w Ostrowcu Świętokrzyskim. W 1885 r. zdecydowano o przeniesieniu stalowni do Zagłębia Donieckiego. W 1886 r. zamknięto zakład i zaczęto demontować urządzenia. Do nowej fabryki miały zostać przeniesione maszyny, a także wykwalifikowana kadra robotnicza i inżynierska. W 1887 r. wzniesiono odlewnię, w której przetapiano odpadki stali oraz urządzenia, których nie można było po zdemontowaniu wywieźć. Wyburzono także większość budynków.

### Warsztaty artyleryjskie
Ocalałe zabudowania sprzedano. Około 1900 r. powstały tam warsztaty artyleryjskie wojska rosyjskiego (przeniesione z ul. Długiej). Warsztaty składały się z 13 budynków (m.in. 3 dużych hal).
Przetrwał po nich budynek przy ul. Szwedzkiej, który w attyce ma płaskorzeźbę dwóch skrzyżowanych ze sobą armat. Przez dłuższy czas naczelnikiem warsztatów był płk Jakub Filipow, który mieszkał przy ul. Stalowej 71 (budynek nie istnieje). W pobliżu budynku znajdowała się cerkiew pod wezwaniem bł. Sergiusza z Radoneża, przeznaczona dla pracowników warsztatów.

### Zbrojownia Warszawska, zakład nr 2
Po odzyskaniu przez Polskę niepodległości, warsztaty znalazły się pod zarządem Wojska Polskiego. Powstała tam Zbrojownia nr 2. W okresie międzywojennym produkowano tam przede wszystkim części zamienne do dział, karabinów oraz wózki i skrzynie do przewożenia amunicji.
Znajdowała się tam też Centralna Składnica Inżynieryjna. W 1939 r. zbombardowano teren. Obecnie na tym obszarze znajdują się hurtownie. Z dawnej fabryki zachowały się jedynie relikty.
Pod koniec lat 30. XX wieku przez teren byłej stalowni miała przechodzić ul. Korzona, która miała stanowić główną oś urbanistyczną zaplanowanej dzielnicy mieszkaniowej na Targówku. Planów nie zrealizowano.